# Premio Compasso d'oro 1981
Il premio Compasso d'oro 1981 è stata la 12ª edizione della cerimonia di consegna del premio Compasso d'oro.

## Giuria
La giuria era composta da:
- François Barrè
- Cesare De Seta
- Martin Kelm
- Ugo La Pietra
- Pierluigi Spadolini

## Premiazioni

### Compasso d'oro
| Designer                                                                | Prodotto                                                                      | Azienda                              | Immagine |
| ----------------------------------------------------------------------- | ----------------------------------------------------------------------------- | ------------------------------------ | -------- |
| Beppe Benenti, Walter Olmi                                              | Eldec, strumento subacqueo                                                    | Benenti e Olmi                       |          |
| Riccardo Dalisi                                                         | Ricerca per produzione di caffettiera napoletana                              | Alessi S.p.A.                        |          |
| Piero Polato                                                            | Testo Scolastico                                                              | Edizioni scolastiche Bruno Mondadori |          |
| Emilio Ambasz e Giancarlo Piretti,                                      | Vertebra, sedie per comunità e ufficio                                        | Castelli S.p.A.                      |          |
| Ufficio Tecnico Secco                                                   | SC 312 Seccolor, serramento esterno monoblocco                                | Industrie Secco S.p.A.               |          |
| Enrico Contreas                                                         | Mattia Esse, catamarano,                                                      | Mattia & Cecco S.r.l                 |          |
| Carla Venosta                                                           | Tecniko, controsoffitti metallici integrati,                                  | Termisol S.p.A.                      |          |
| Angelo Cortesi                                                          | 308, sistema di mobili da camera da letto                                     | Tosi Mobili S.p.A.                   |          |
| Rodolfo Bonetto                                                         | Wiz, centrale polifunzionale per produzione di energia meccanica ed elettrica | Wizco                                |          |
| Luigi Bandini Buti, Gabriele Cortili, Franco De Nigris, Enrico Moretti, | Il design ergonomico, ricerca                                                 | SEA                                  |          |
| Franco Quiringhetti                                                     | Transaharian, ricerca per cabina per autocarro                                | Fiat V.I. Iveco Image                |          |
| Studio Alchimia                                                         | Ricerca sul design e immagine unitaria                                        | Studio Alchimia                      |          |
| Francesco Soro                                                          | Siglo 20, divano,                                                             | ICF S.p.A.                           |          |
| Sergio Colbertaldo e Paolo Rizzatto                                     | D7, lampada da parete e da soffitto                                           | Luceplan S.p.A.                      |          |
| Giorgetto Giugiaro-Sirp Spa,                                            | Panda, autovettura,                                                           | Italdesign, Fiat Auto S.p.A          |          |
| Mario Bellini                                                           | Praxis 35, macchina per scrivere portatile elettronica,                       | Olivetti                             |          |

### Premi alla carriera
- Renzo Piano
- Driade
- Gruppo Editoriale Electa
- Zanussi
- Carla Adamoli
- Guido Jannon